# Yannick Pandor
Yannick Pandor (sinh ngày 1 tháng 5 năm 2001) là một cầu thủ bóng đá hiện đang thi đấu ở vị trí thủ môn cho câu lạc bộ Lens tại Ligue 1. Sinh ra tại Marseille, Pháp, anh ta đại diện cho Comoros trên đấu trường quốc tế.

## Sự nghiệp thi đấu
Pandor là sản phẩm của các lò đào tạo trẻ Michelis, Marseille và Bel Air. Anh ta bắt đầu sự nghiệp cầu thủ chuyên nghiệp tại đội dự bị của Lens vào năm 2018. Ngày 27 tháng 7 năm 2022, anh ta ký hợp đồng chuyên nghiệp với câu lạc bộ đến năm 2023.

## Sự nghiệp thi đấu quốc tế
Pandor sinh ra tại Pháp, có bố là người Martinique và mẹ là người gốc Madagascar và Comoros. Anh ta đại diện cho U-20 Comoros tại Giải đấu Maurice Revello 2022. Anh ta ra mắt quốc tế cho Đội tuyển bóng đá quốc gia Comoros trong trận giao hữu thắng 2–1 trước Ethiopia vào ngày 25 tháng 3 năm 2022.